# هاري بوتر وكأس النار (لعبة فيديو)
هاري بوتر وكأس النار (بالإنجليزية: Harry Potter and the Goblet of Fire)‏ هي لعبة تصويب من منظور الشخص الثالث تجمع بين تقمص الأدوار والأكشن والمغامرات، ومقتبسة من الرواية الشهيرة هاري بوتر وكأس النار التي تحمل نفس الاسم. تُعد الجزء الرابع من سلسلة ألعاب هاري بوتر.

## وصلات خارجية
- هاري بوتر وكأس النار على موقع IMDb (الإنجليزية)